# Oksana Rawiłowa
Oksana Ismaiłowna Rawiłowa (ros. Оксана Исмаиловна Равилова; ur. 20 maja 1967 w Irkucku) – rosyjska łyżwiarka szybka reprezentująca też ZSRR i WNP, dwukrotna medalistka mistrzostw świata.

## Kariera
Pierwszy sukces w karierze Oksana Rawiłowa osiągnęła w 1993 roku, kiedy wywalczyła brązowy medal podczas sprinterskich mistrzostw świata w Ikaho. W zawodach tych wyprzedziły ją jedynie Chinka Ye Qiaobo oraz Bonnie Blair z USA. W tej samej konkurencji była ponadto druga na rozgrywanych dwa lata później sprinterskich mistrzostwach świata w Milwaukee. Rozdzieliła tam na podium Bonnie Blair i Niemkę Franziskę Schenk. Była też między innymi czwarta na rozgrywanych w 1996 roku mistrzostwach świata w Heerenveen, gdzie walkę o medal przegrała z Franziską Schenk. Wielokrotnie stawała na podium zawodów Pucharu Świata, odnosząc przy tym dwa zwycięstwa: 6 i 7 stycznia 1996 roku w Medeo zwyciężała w biegach na 1000 m. Najlepsze wyniki osiągnęła w sezonie 1994/1995, kiedy była piąta w klasyfikacji końcowej 500 m. W 1992 roku wzięła udział w igrzyskach olimpijskich w Albertville, zajmując piętnaste miejsce w biegu na 1000 m i szesnaste na dwukrotnie krótszym dystansie. Na rozgrywanych dwa lata później igrzyskach w Lillehammer jej najlepszym wynikiem było dziewiąte miejsce na dystansie 1000 m. Brała także udział w igrzyskach olimpijskich w Nagano w 1998 roku, gdzie w swoim jedynym starcie, biegu na 500 m, zajęła 21. pozycję. W 2002 roku zakończyła karierę.